# Dahira marisae
Dahira marisae là một loài bướm đêm thuộc họ Sphingidae. Loài này có ở Bhutan.